# San Juan de las Galdonas (paroisse civile)
Pour les articles homonymes, voir San Juan.
San Juan de las Galdonas est l'une des cinq paroisses civiles de la municipalité d'Arismendi dans l'État de Sucre au Venezuela. Sa capitale est San Juan de las Galdonas.